# Garris
Garris is een gemeente in het Franse departement Pyrénées-Atlantiques (regio Nouvelle-Aquitaine) en telt 302 inwoners (1999). 

## Geografie
De oppervlakte bedraagt 3,13 km², de bevolkingsdichtheid is 96,49 inwoners per km².
De onderstaande kaart toont de ligging van Garris met de belangrijkste infrastructuur en aangrenzende gemeenten.

## Demografie
Onderstaande figuur toont het verloop van het inwonertal (bron: INSEE-tellingen).

1. ↑  Populations de référence 2022.